# Gaoliban (köpinghuvudort i Kina, Inner Mongolia Autonomous Region, lat 44,88, long 121,80)
Gaoliban (kinesiska: 高力板, 高力板镇) är en köpinghuvudort i Kina. Den ligger i den autonoma regionen Inre Mongoliet, i den norra delen av landet, omkring 940 kilometer nordost om regionhuvudstaden Hohhot. Antalet invånare är 26 388. Befolkningen består av 12 947 kvinnor och 13 441 män. Barn under 15 år utgör 17,0 %, vuxna 15-64 år 77 %, och äldre över 65 år 5,0 %.
Runt Gaoliban är det ganska glesbefolkat, med 22 invånare per kvadratkilometer. Trakten runt Gaoliban består i huvudsak av gräsmarker.
Genomsnittlig årsnederbörd är 545 millimeter. Den regnigaste månaden är juli, med i genomsnitt 146 mm nederbörd, och den torraste är januari, med 3 mm nederbörd.